# فابيان فيليب فيغيريدو
فابيان فيليب فيغيريدو (بالبرتغالية: Fabian Filipe Figueiredo) (من مواليد 14 يناير 1989) هو عالم اجتماع وسياسي برتغالي ينتمي إلى الكتلة اليسارية (Bloco de Esquerda)، وهي حزب يساري في البرتغال.

## المسيرة السياسية
شغل فابيان منصب نائب في الجمعية الوطنية البرتغالية لفترة وجيزة من أبريل إلى يونيو 2021، حيث حلّ مؤقتًا محل نائب آخر عن الحزب.
عاد فابيان إلى البرلمان بعد أن تم انتخابه نائبًا عن دائرة لشبونة في الانتخابات التشريعية لعام 2024، ممثلًا لحزبه الكتلة اليسارية.

## التعليم والخلفية
يحمل فابيان خلفية أكاديمية في علم الاجتماع، وشارك في عدد من الأنشطة السياسية والاجتماعية المناهضة لسياسات التقشف وداعمة للحقوق الاجتماعية.

## الآراء السياسية
ينتمي فابيان إلى الجناح التقدمي في الكتلة اليسارية، ويدافع عن قضايا العدالة الاجتماعية، البيئة، وحقوق الأقليات. كما يُعرف بمداخلاته الإعلامية التي تنتقد السياسات النيوليبرالية وتدعو إلى إصلاحات هيكلية لصالح الطبقات العاملة.